# Frank Tidy
Pour les articles homonymes, voir Tidy.
Frank Tidy, né le 17 mai 1932 à Liverpool (Merseyside) et mort le 27 janvier 2017 dans le Kent (lieu à préciser), est un directeur de la photographie anglais (membre de la BSC).

## Biographie
Frank Tidy débute comme chef opérateur sur le film britannique Les Duellistes de Ridley Scott (1977, avec Harvey Keitel et Keith Carradine) qui lui vaut en 1979 une nomination au British Academy Film Award de la meilleure photographie.
Parmi ses vingt-et-un films suivants (majoritairement américains), cinq sont réalisés par Andrew Davis, dont Opération Crépuscule (1989, avec Gene Hackman et Tommy Lee Jones) et Piège en haute mer (1992, avec Steven Seagal et Tommy Lee Jones).
Mentionnons également Sweet Liberty d'Alan Alda (1986, avec le réalisateur et Michelle Pfeiffer), Pionniers malgré eux de Peter Markle (1994, avec John Candy et Robert Picardo), ou encore Les Seigneurs de Harlem de Bill Duke (1997, avec Laurence Fishburne et Tim Roth). Son dernier film est la coproduction britanno-canadienne Some Things That Stay de Gail Harvey (2004, avec Katie Boland et Stuart Wilson).
Travaillant également pour la télévision (dès les années 1960 dans le domaine de la publicité), Frank Tidy est directeur de la photographie sur une série (1981) et vingt-et-un téléfilms (1988-2001), dont Final Notice de Steven Hilliard Stern (1989, avec Gil Gerard et Melody Anderson) et Piège à domicile de Peter Markle (1992, avec Marg Helgenberger et Richard Dean Anderson).

## Filmographie partielle

### Cinéma
- 1977 : Les Duellistes (The Duellists) de Ridley Scott
- 1982 : The Grey Fox de Phillip Borsos
- 1983 : Le Guerrier de l'espace : Aventures en zone interdite (Spacehunter: Adventures in the Forbidden Zone) de Lamont Johnson
- 1985 : Sale temps pour un flic (Code of Silence) d'Andrew Davis
- 1985 : Un été pourri (The Mean Season) de Phillip Borsos
- 1986 : Sweet Liberty d'Alan Alda
- 1987 : À la poursuite de Lori (Hot Pursuit) de Steven Lisberger (+ acteur : l'anglais)
- 1989 : Opération Crépuscule (The Package) d'Andrew Davis
- 1991 : La Femme du boucher (The Butcher's Wife) de Terry Hughes (+ acteur : petit rôle non crédité)
- 1992 : Piège en haute mer (Under Siege) d'Andrew Davis
- 1992 : Arrête ou ma mère va tirer ! (Stop! Or My Mom Will Shot) de Roger Spottiswoode
- 1994 : Pionniers malgré eux (Wagon East!) de Peter Markle
- 1995 : Faux frères, vrais jumeaux (Steal Big, Steal Little) d'Andrew Davis
- 1996 : Poursuite (Chain Reaction) d'Andrew Davis
- 1997 : Les Seigneurs de Harlem (Hoodlum) de Bill Duke
- 2004 : Some Things That Stay de Gail Harvey

### Télévision
(téléfilms)
- 1988 : April Morning de Delbert Mann
- 1989 : Final Notice de Steven Hilliard Stern
- 1990 : Personals de Steven Hilliard Stern
- 1992 : Piège à domicile (Through the Eyes of a Killer) de Peter Markle
- 1995 : Black Fox de Steven Hilliard Stern
- 1996 : Le Mensonge de Noël (Christmas in My Hometown) de Jerry London
- 1997 : Le Troisième Jumeau (The Third Twin) de Tom McLoughlin
- 1998 : Sale temps pour les maris (Dead Husbands) de Paul Shapiro

## Distinctions (sélection)
- 1979 : Nomination au British Academy Film Award de la meilleure photographie, pour Les Duellistes.